# 거창 내오리 지석묘
거창 내오리 지석묘(居昌 內吾里 支石墓)는 대한민국 경상남도 거창군 주상면 내오리에 있는 고인돌이다. 1983년 8월 6일 경상남도의 기념물 제65호로 지정되었다.

## 개요
지석묘는 청동기시대의 대표적인 무덤으로 고인돌이라고도 부르며, 주로 경제력이 있거나 정치권력을 가진 지배층의 무덤으로 알려져 있다.
우리나라의 고인돌은 4개의 받침돌을 세워 돌방을 만들고 그 위에 거대하고 평평한 덮개돌을 올려놓은 탁자식과, 땅 속에 돌방을 만들고 작은 받침돌을 세운 뒤 뚜껑돌을 덮고 그 위에 덮개돌을 올린 바둑판식으로 구분된다.
거창 내오리 구릉지대에 3기의 고인돌이 있다. 이 가운데 제일 남쪽에 있는 것은 탁자식으로 덮개돌의 크기는 길이 2.86m, 너비 2.50m이다. 북쪽으로 약 5m 지점에 있는 것은 현재 덮개돌만 땅 위에 드러나 있는데 탁자식 고인돌의 형태를 갖추고 있었던 것으로 추정된다. 덮개돌의 크기는 길이 2.70m, 너비 2.40m이다. 나머지 1기는 수년 전 파괴되어 지금은 그 흔적만 남아 있는데, 하부구조가 일부 남아 있을 것으로 추정된다. 고인돌 내부에서는 민무늬토기·돌칼·돌화살촉 등이 출토되었다.
이들 고인돌은 영남 지방에서 거의 찾아볼 수 없는 탁자식 고인돌의 구조를 갖추고 있다는 점에서 우리나라 고인돌 연구에 중요한 자료로 평가된다.

## 참고 문헌
- 거창내오리지석묘 - 국가유산청 국가유산포털